# BAE Systems
Pour les articles homonymes, voir BAE et BAES.
BAE Systems est une entreprise britannique travaillant dans les secteurs de la défense et de l'aérospatial, dont le siège social se trouve à Frimley (Surrey). L'entreprise a également des intérêts en Amérique du Nord via sa filiale BAE Systems Inc. L'entreprise est née le 30 novembre 1999 par le rapprochement de l'ancienne British Aerospace (BAe) et de Marconi Electronic Systems (en) (MES).
BAE Systems est l'héritier de nombreuses entreprises de la défense et de l'aéronautique, dont The Marconi Company, A. V. Roe Company, ou encore de Havilland, et British Aircraft Corporation, coréalisateur du Concorde. Depuis sa création BAE Systems s'est désengagé de certaines activités européennes en se retirant notamment d'Airbus, EADS Astrium, AMS (en), Atlas Elektronik.
BAE Systems participe à différents projets comme le F-35 Lightning II et l'Eurofighter Typhoon.
BAE Systems se classait en 2023 au septième rang mondial pour la production d'armement.

## Historique

### Héritage

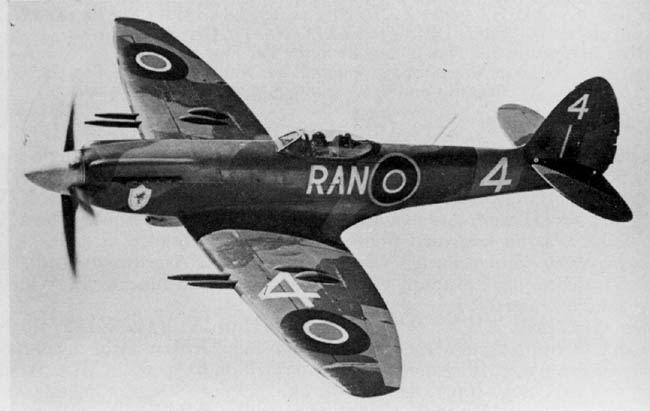
Supermarine, constructeur du Spitfire, rachetée par Vickers-Armstrongs, qui fusionna avec British Aircraft Corporation en 1960.

BAE Systems a été fondé le 30 novembre 1999, produit de la fusion de British Aerospace (BAe) et de Marconi Electronic Systems (MES). BAE Systems est ainsi l'héritier de célèbres entreprises britanniques de l'aéronautique et de la défense.
Ces entreprises produisirent le Comet, premier jet commercial ; l'Harrier dit le « jump jet », le premier appareil opérationnel à décollage vertical (Vertical/Short Take-Off and Landing); le radar « groundbreaking » Blue Vixen équipant le AV-8B Harrier II et qui est la base du programme radar de l'Eurofighter CAPTOR ; et coréalisa, avec l'Aérospatiale, le Concorde, avion supersonique.
- British Aerospace était un fabricant d'avions civils et militaires, mais il produisait également des systèmes d'armes terrestres. Cette société était le fruit de la consolidation par l'état britannique, le 29 avril 1977, des sociétés British Aircraft Corporation (BAC), de Hawker Siddeley Group et de Scottish Aviation[8]. BAC et Hawker Siddeley étaient elles-mêmes le fruit de diverses fusions[9].

- Marconi Electronic Systems était la filiale britannique de The General Electric Company (GEC), opérant essentiellement dans le domaine de la défense (intégration de systèmes d'armes tant navales que terrestres). Marconi a pour ancêtre la Wireless Telegraph & Signal Company de Guglielmo Marconi, société fondée en 1897[10]. GEC racheta English Electric (y compris Marconi) en 1968 et reprit la marque Marconi sous le nom de GEC-Marconi, puis Marconi Electronic Systems. GEC's acquit ainsi un établissement dont les activités dans le domaine militaire et dans le domaine radiophonique furent initiées durant la première Guerre Mondiale. La seconde guerre mondiale consolida ce positionnement, et la compagnie conçut le magnetron pour radar[11]. Entre 1945 et 1999, GEC-Marconi/Marconi Electronic Systems devint l'un des plus grands acteurs du secteur de la défense.

GEC's fit également l'acquisition de Associated Electrical Industries (en) en 1967, de Yarrow Shipbuilders en 1985, de Plessey (en) en 1989, d'une partie du groupe de défense Ferranti en 1990, de Vickers Shipbuilding and Engineering en 1995 et de Kværner Govan (en) en 1999. En juin 1998, MES acquit Tracor (en), acteur américain.

### Origine du groupe
En 1997, la fusion des américains Boeing et McDonnell Douglas, ayant suivi la création de Lockheed Martin, plus important groupe de défense, en 1995, encouragea les Européens à entrer dans la voie des restructurations dans le domaine de la défense. En juin 1997, le directeur général de British Aerospace Defence John Weston (en) déclara « L'Europe... a trois fois plus d'acteurs et dispose d'un budget moitié inférieur à celui des États-Unis ». Les gouvernements européens favorisèrent le rapprochement de leurs industries de défense.
Début 1995, British Aerospace et l'allemand DaimlerChrysler Aerospace (DASA) se disaient prêts à la création d'une société de défense transnationale. Les deux sociétés envisagèrent d'inclure le français Aérospatiale, mais seulement après privatisation. La première étape de la constitution de ce nouveau groupe aurait pu être la transformation d'Airbus en un consortium liant British Aerospace, DASA, Aérospatiale et Construcciones Aeronáuticas SA ; mais British Aerospace et DASA marquèrent un différend avec Aérospatiale. Partenaires dans Airbus, British Aerospace et DASA l'étaient également dans le programme Panavia Tornado et l'Eurofighter Typhoon. Les discussions débutèrent entre British Aerospace et DASA en juillet 1998, peu avant l'annonce de la fusion entre Aérospatiale et Matra, faisant, de fait, baisser la part de l'état français dans la nouvelle société. L'accord de fusion fut établi entre les présidents de British Aerospace (Richard Evans (en)) et de DASA (Jürgen Schrempp) en décembre 1998.
Par ailleurs GEC souhaitait également participer à la consolidation de l'industrie de la défense. Dès 1996 George Simpson, directeur général de GEC, indiqua dans The Independent « les analystes pensent que M. Simpson, de par ses connaissances de BAE, pourrait favoriser un accord avec GEC. Et bien, GEC souhaite créer un 'champion' national de la défense avec BAE afin d'être compétitifs en face des géants américains ». Lorsque GEC mit en vente MES le 22 décembre 1998, British Aerospace abandonna son projet de fusion avec DASA pour fusionner avec son rival britannique. La fusion de British Aerospace et de MES fut annoncée le 19 janvier 1999. Evans expliqua en 2004 ses craintes, à l'époque, que le secteur de la défense américain ne mette la main sur MES et ne soit alors en concurrence avec British Aerospace et DASA. Ce regroupement constitue une société d'intégration verticale que The Scotsman décrit comme « association complémentaire entre la force de British Aerospace et les compétences en systèmes électroniques de Marconi », avec par exemple le rôle de fabricant de l'Eurofighter pour BAE et le rôle de fournisseur de l'électronique embarquée de MES. En réponse à l'abandon du projet de fusion avec BAE, DASA entama des discussions pour une fusion avec Aérospatiale, qui conduisit à la création de European Aeronautic Defence and Space Company (EADS). EADS songea dès lors à la fusion avec Thales afin de créer une société totalement intégrée.
BAE dispose d'une action « spéciale » mise en place chez British Aerospace à sa privatisation. Cette action dépend du secrétariat d'État au commerce et donne un droit de veto sur certaines ventes.

### Évolutions et restructurations
Le premier rapport annuel de BAE Systems établit les cœurs de métier suivants : Airbus, les services aux armées l'intégration de systèmes d'armes pour les armées de l'air, de terre et la marine. Ce rapport indiqua également que la compagnie souhaitait se développer aux États-Unis et participer à la consolidation de l'industrie en Europe.
Pour BAE, 2001 était une année de restructuration pour ses activités en Europe. Par ailleurs, BAE explique sa stratégie de développement aux États-Unis: « il s'agit de loin du plus grand marché de la défense, en effet, le budget y est deux fois supérieur à celui de l'ensemble des États d'Europe de l'Ouest. Et surtout, l'investissement américain en recherche et développement est beaucoup plus important qu'en Europe ». À la nomination de Dick Olver (en) en juillet 2004, un audit fut ordonné. Celui-ci exclut de nouveaux développements en Europe et confirme la stratégie d'expansion en Amérique. De plus, le secteur des systèmes d'armes pour la terre est privilégié ; avec deux acquisitions en 2004 et 2005, BAE devient le deuxième acteur mondial du secteur. Ce nouveau positionnement a été qualifié de « remarquable » par le Financial Times.
En 2000, Matra Marconi Space, associant BAE et Matra, et les activités Espace de DASA ont fusionné pour créer Astrium. En juin 2003, BAE vend les 25 % qu'il possédait dans cette nouvelle société à EADS. En janvier 2001, Airbus Industrie passa du statut de consortium à celui d'une société anonyme,. En novembre 2001, BAE annonça l'arrêt de la production de l'Avro Regional Jet (Avro RJ) à Woodford (en) et l'arrêt du programme Avro RJX, l'activité n'étant plus jugée « viable ». En décembre 2001, Matra BAe Dynamics (en) et la division missile de Alenia Marconi Systems (AMS) ont fusionné pour former MBDA, second fabricant mondial de missiles. Bien qu'EADS se soit dit intéressé à prendre le contrôle de MBDA, BAE indiqua qu'à l'instar d'Airbus, MBDA faisait partie de son « cœur de métier, ».

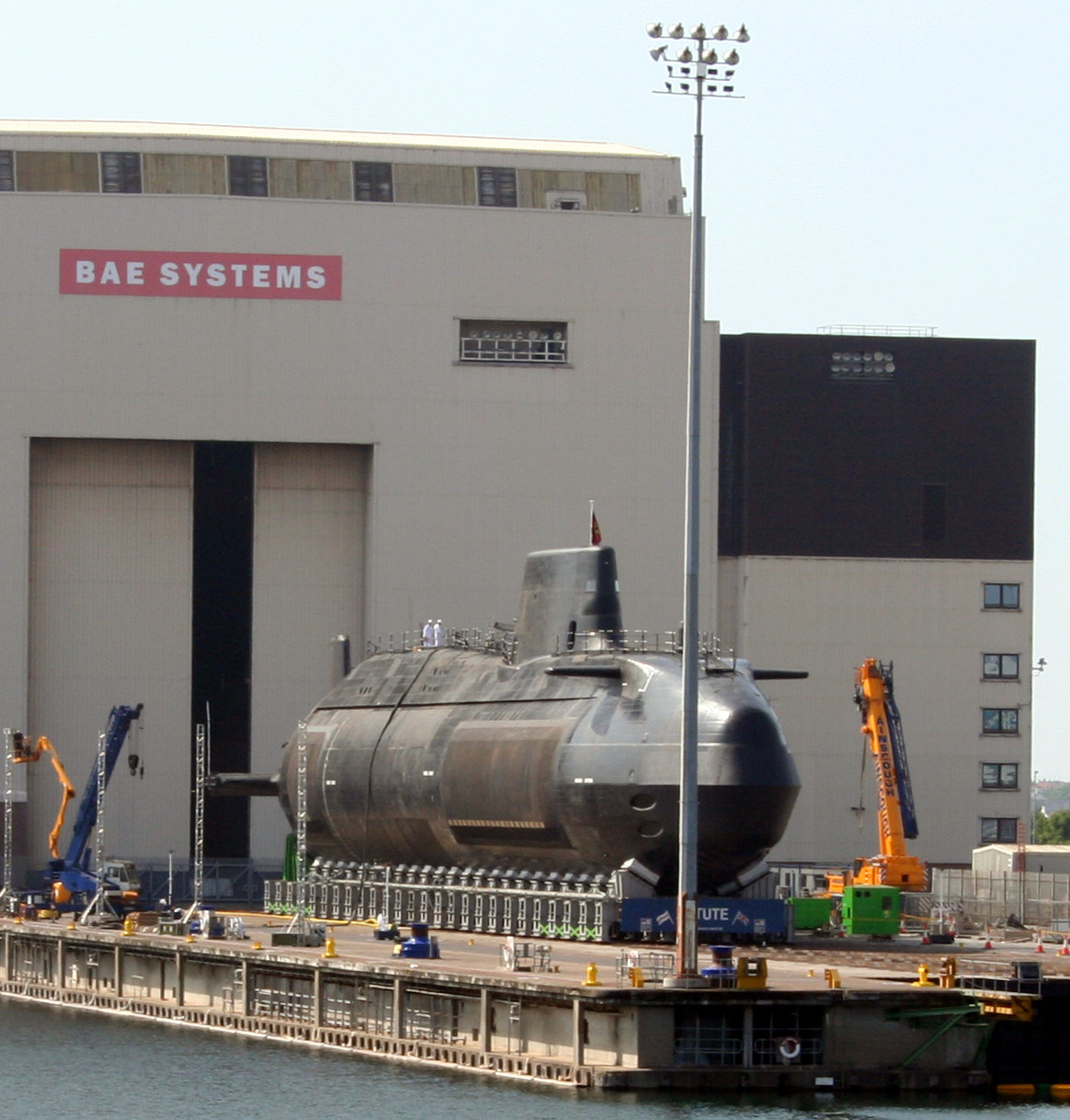
Sous-Marin Classe Astute a été la cause d'un profit warning de BAE en 2002.

En juin 2002, BAE confirma être en discussion avec TRW, un acteur américain de l'équipement automobile, de l'espace et de la défense. Alors que Northrop Grumman a lancé une OPA hostile sur ce groupe en février 2002. La bataille entre BAE, Northrop and General Dynamics prit fin le 1er juin 2002 quand l'offre améliorée de Northrop fut acceptée par le conseil d'administration de TRW. Le 11 décembre 2002, BAE réalisa un profit warning en raison du dépassement de coût du Nimrod MRA4 ; un avion de reconnaissance et d'attaque navale et du sous-marin Classe Astute.
Le gouvernement britannique commanda 20 avions d'entraînement BAe Hawk avec 24 options en juillet 2003. Ce contrat est significatif car il permit, en mars 2004, la vente de 66 appareils à l'Inde,. En juillet 2003 BAE Systems and Finmeccanica ont annoncé la création de trois joint ventures, dont l'ensemble se nomme Eurosystems (en), dans le domaine de l'avionique (C4ISTAR) et de la télécommunication. L'intégration est difficile et l'accord a été reconsidéré ; le rapport annuel de BAE en 2004 « reconnaît la complexité de la constitution de Eurosystems avec Finmeccanica et souhaite en simplifier le modèle d'intégration ». BAE a vendu ses parts de 25 % de l'ensemble à Finmeccanica en mars 2007.
En mai 2004, la presse indiqua que BAE souhaitait vendre ses divisions navales, BAE Systems Naval Ships (en) et BAE Systems Submarines. General Dynamics souhaitait acquérir les installations de construction de sous-marins de Barrow-in-Furness, alors que VT Group (en) était intéressé par le chantier de River Clyde. En 2008, BAE Systems fusionna ses chantiers navals avec ceux de VT Group pour constituer BVT Surface Fleet (en),.

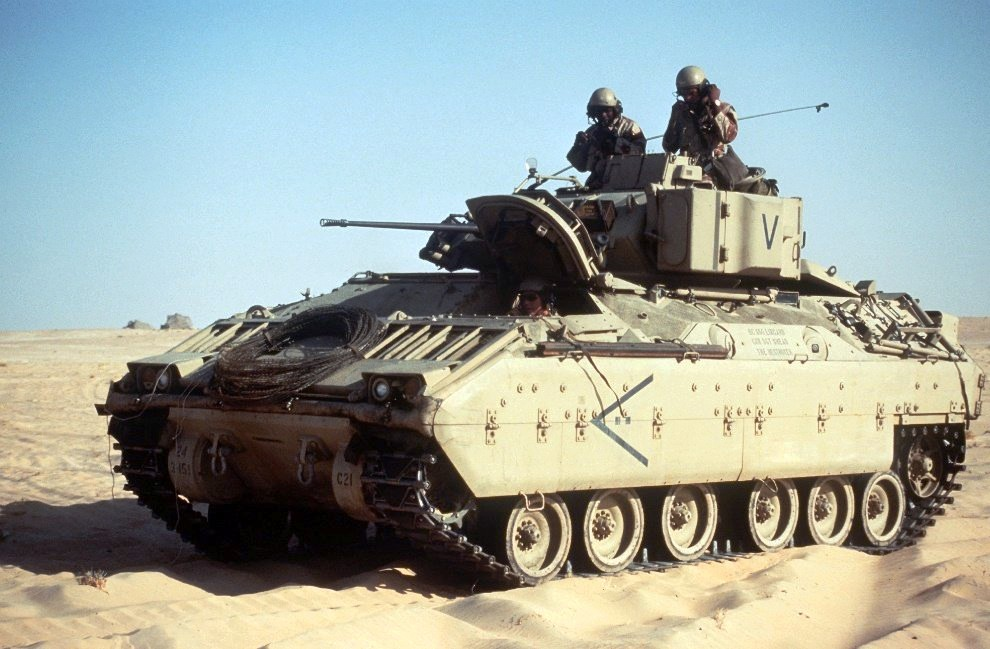
BAE acheta, pour 2,5 milliards de livres sterling, United Defense en 2005. Les M2/M3 Bradley ont rejoint le catalogue de BAE.

Le 4 juin 2004, BAE Systems évinça General Dynamics dans le rachat de Alvis Vickers (en), fabricant britannique de véhicules blindés. Pour se renforcer par rapport à son concurrent General Dynamics, les dirigeants de BAE ont ciblé l'achat de United Defense Industries (en) (UDI). Le 7 mars 2005, BAE annonça cette acquisition pour 2,25 milliards de livres sterling. UDI, devenu depuis BAE Systems Land and Armaments (en), fabrique des véhicules de combat, des systèmes d'artillerie, des canons navals, des lance-missiles et des munitions guidées.
En décembre 2005, BAE annonça la vente de sa filiale allemande, Atlas Elektronik, à ThyssenKrupp et EADS. Le 31 janvier 2006, BAE annonce la vente de BAE Systems Aerostructures à Spirit AeroSystems, Inc. (en). BAE a indiqué dès 2002 que cette société ne faisait pas partie de son « cœur de métier ».
Le 18 août 2006, l'Arabie saoudite fit l'acquisition de 72 Eurofighter Typhoons, livrés par BAE. Le 10 septembre 2006, BAE obtint le contrat de mise à niveau de 80 Tornado IDS des forces aériennes saoudiennes. L'un des objectifs principaux de BAE, en 2005, est de permettre d'accroître le transfert de technologie entre le Royaume-Uni et les États-Unis. Le programme F-35 (JSF) devint l'emblème de cette politique, avec l'aide de membres du gouvernement britannique Lord Drayson, ministre de la défense, en indiquant que le Royaume-Uni pourrait être exclu du projet sans transfert de technologie. Cependant, le 12 décembre 2006, Lord Drayson signa un décret permettant « une chaîne de commande britannique intégrée » pour la réalisation de cet appareil. Le 22 décembre 2006, BAE signa un contrat avec la Royal Air Force (RAF) pour la mise à niveau de ses Tornados.
Le 7 mai 2007, BAE Systems Inc. lança l'acquisition de Armor Holdings (en) et compléta l'offre le 31 juillet 2007,. Cette société est un fabricant de véhicules tactiques et un fournisseur de blindages et de systèmes de protection. BAE (et British Aerospace avant lui) est un partenaire technologique de l'écurie de Formule 1 McLaren de 1996 à décembre 2007,. Ce partenariat portait sur l'aérodynamisme des F1 de McLaren, voire sur la technologie carbone, les systèmes sans fils et la gestion du carburant. L'intérêt de BAE résidait dans l'expérimentation de procédés fonctionnant à haute vitesse.
BAE Systems annonça l'acquisition de Tenix Defence, acteur australien de la défense, en 18 janvier 2008. L'acquisition fut finalisée le 27 juin 2008, faisant de BAE Systems Australia le premier acteur de la défense.
BAE Systems se développa dans les systèmes de sécurité, en achetant Detica Group (en) en juillet 2008.
BAE Systems dispose des 35 % de British Aerospace dans SAAB AB, avec qui il fabrique et commercialise le chasseur Gripen. En 2005, BAE réduisit sa participation à 20,5 % et en mars 2010 annonça son intention de vendre le solde. The Times indiqua que cela marque la fin « d'une relation controversée avec le chasseur Gripen ». En effet, certaines campagnes d'exportation sont entachées de soupçons de corruption.
Le 12 septembre 2012, BAE Systems et EADS annoncent étudier un projet de fusion, qui, amènerait les actionnaires d'EADS à détenir 60 % de la « newco » (40 % revenant à ceux de BAE). Ce projet est abandonné le 10 octobre 2012,.
En 2014, BAE Systems achève l'intégration de ses activités de systèmes de sécurité, de logiciels de conformité et anti-fraude bancaire et assurance et de conseil en renommant Detica par BAE Systems Applied Intelligence.
En octobre 2014, BAE Systems Applied Intelligence acquiert l'entreprise américaine de cyber-sécurité SilverSky pour 232,5 millions de dollars.
En septembre et octobre 2017, la nouvelle direction de BAE Systems procède à une restructuration ; la compagnie ferme son bureau au Danemark et supprime par ailleurs 2 000 emplois principalement en Grande-Bretagne .
En janvier 2020, BAE annonce l'acquisition pour 1,9 milliard de dollars d'une filiale d'United Technologies spécialisée dans le GPS militaire et l'acquisition pour 275 millions de dollars d'une filiale de Raytheon, spécialisée dans les radios embarquées. Ces deux ventes sont liées à la fusion entre United Technologies et Raytheon.
En août 2023, BAE annonce l'acquisition pour 5,6 milliards de dollars de Ball Aerospace, qui appartenait à Ball Corporation.

### Actionnaire d'Airbus
BAE Systems était actionnaire d'Airbus Industrie en tant que successeur de British Aerospace. Deux de ses usines, Broughton et Filton, étaient consacrées à la fabrication des ailes des avions d'Airbus. En 2001, le consortium Airbus se fondait dans Airbus SAS, Société par actions simplifiée. En échange de 20 % des parts de la nouvelle société, BAE lui transféra la propriété de ses installations.
Malgré un certain nombre de recommandations de vente de ses parts dans Airbus, BAE rejetait cette solution,. Cependant, le 6 avril 2006, BBC News reportait qu'il était possible que BAE puisse vendre cette part estimée à 2,4 milliards de livres sterling. Devant les lentes négociations de désengagement, BAE confia son option de vente à la banque d'investissement Rothschild. Six jours après le début de ce processus, Airbus annonça le retard du programme A380 pesant fortement sur la valorisation d'Airbus. Le 2 juin 2006, Rothschild n'évalua plus la participation de BAE qu'à 1,87 milliard de livres sterling. Le conseil d'administration de BAE recommanda la vente. Le 4 octobre 2006, l'assemblée générale des actionnaires fut en faveur de la cession et celle-ci fut finalisée le 13 octobre de la même année. Cette cession marqua la fin de la production britannique dans le domaine de l'aviation civile. Airbus UK reste le Centre d'Excellence d'Airbus pour la fabrication d'ailes, employant environ 140 000 personnes directement ou indirectement.
En octobre 2009, le Serious Fraud Office britannique a entamé des procédures judiciaires à l'encontre de BAE, l'accusant d'avoir versé des pots-de-vin en Tchécoslovaquie, en Roumanie, en Afrique du Sud et en Tanzanie.

### Projet Tempest
Au début du XXIe siècle, différentes études sont lancées par Dassault (programme Neuron) et BAE (programme Taranis). En 2010, les accords de Lancaster House, signés entre Paris et Londres prévoient une coopération militaire entre les deux pays. En juillet 2012, 13 millions d’euros sont débloqués pour le développement d'une « phase de préparation d’un programme de démonstration d’un futur système de combat aérien » (FCAS DPPP). Le référendum sur le Brexit intervient mi-2016 et à la suite du vote favorable, est notifié début 2017. Le 13 juillet 2017, quelques semaines après l'élection du président français Emmanuel Macron, une annonce est faite sur le développement d'un programme franco-allemand Système de combat aérien du futur (SCAF).
Le 19 juillet 2018, le ministre britannique de la défense Gavin Williamson annonce à l'occasion du salon aéronautique de Farnborough le lancement du projet Tempest devant conduire au développement d'un nouvel avion de combat. Le projet, très majoritairement britannique puisque la motorisation devrait être assurée par Rolls-Royce, associe également l'entreprise italienne Leonardo et française MBDA.

## Divisions
- Intelligence & Security
- Maritime
  - Maritime Services
  - Naval Ships
  - Submarines
- Military Air & Information
- Regional Aircraft
- Land & Armaments
- Support Solutions

Filiales
- BAE Systems Australia
- BAE Systems India
- BAE Systems Saudi Arabia
- BAE Systems Inc.
  - Electronic Systems
  - BAE Systems Platforms & Services

Coentreprises
- Aircraft Carrier Alliance
- BAeSEMA
- CTA International
- Defense Land Systems
- Eurofighter GmbH
- Mahindra Mine Protected Vehicle
- Panavia Aircraft GmbH

## Produits
BAE Systems, via sa division Military Air & Information joue un rôle important dans la production d'avions militaires : les Eurofighter Typhoon, Panavia Tornado et autres bombardiers AV-8B Harrier II font partie des principaux appareils de la RAF. C'est également un des premiers partenaires du projet F-35 Ligthning II. Son avion d'entraînement BAe Hawk a été exporté dans de nombreux pays. En juillet 2006, le gouvernement britannique a déclassifié le HERTI (en) (High Endurance Rapid Technology Insertion), avion sans pilote. L'entreprise a également des intérêts dans BAE Systems Regional Aircraft (en) : si cette entreprise ne produit plus d'avions, elle continue d'assurer le service après-vente sur des produits comme les BAe 146/Avro, BAE ATP, Jetstream et autres BAE 748.
BAE Systems Land & Armaments fabrique pour l'armée britannique le char de combat Challenger II, l'obusier M777 howitzer, le véhicule de commandement et liaison Panther et le fusil d'assaut L85. BAE Systems Land and Armaments, à la suite du rachat d'entreprises américaines, fabrique entre autres les véhicules de combat de la famille Bradley (M2 et M3), l'Advanced Gun System (AGS) de l'US Navy, le M113 et le M109 Paladin.
Les grands projets navals comprennent les sous-marins nucléaires de classe Astute ainsi que, au travers de BVT Surface Fleet (en), le destroyer anti-aérien type 45 ainsi que les porte-avions de classe Queen Elizabeth. BAE produit aussi le Mark 41 Vertical Launching System, un système de lancement vertical employé notamment par la US Marine.
BAE Systems, à travers sa division Applied Intelligence (ex Detica) est aussi très présent sur le marché de la Cyber Sécurité et de la lutte anti-fraude et anti-blanchissement d'argent pour les entreprises et les gouvernements.

## Principaux actionnaires
Au 6 décembre 2019:
| Invesco Asset Management                        | 4,46% |
| Barclays Bank Plc (Private Banking)             | 3,97% |
| Silchester International Investors              | 3,00% |
| Newton Investment Management                    | 2,81% |
| The Vanguard Group                              | 2,80% |
| Wellington Management                           | 2,74% |
| BlackRock Fund Advisors                         | 2,45% |
| Legal & General Investment Management           | 2,41% |
| Capital Research & Management (World Investors) | 2,20% |
| Franklin Mutual Advisers                        | 2,17% |

## Implantations
Les marchés domestiques sont, pour BAE Systems, l'Australie, l'Inde, l'Arabie Saoudite, le Royaume-Uni et les États-Unis

### Royaume-Uni
BAE Systems est le fournisseur principal du ministère britannique de la défense.
En août 2014, BAE Systems remporte un contrat de 248 millions £ du ministère britannique de la défense pour construire trois nouveaux patrouilleurs.
En octobre 2014, BAE Systems et Babcock International remportent un contrat du ministère britannique de la défense d'un total de 3,2 milliards £ de maintenance des navires, sous-marins et bases navales pendant 5 ans.
En mars 2016, BAE Systems remporte un contrat du ministère britannique de la défense d'un total de 472 millions £ pour continuer le développement des navires de future génération.
Principaux sites de la division BAE Systems Military Air & Information :
- Warton (en)
- Samlesbury

Principaux sites de la division BAE Systems Maritime :
- Barrow-in-Furness
- Bovington
- Glasgow
- Frimley
- Portsmouth

Autres sites de BAE :
- Cowes
- Glascoed
- Guildford
- Preston
- Radway Green
- Rochester
- Telford
- Washington - Inaugurée le 12 juillet 2012[84]. Elle fabrique en 2023 des obus pour canons automatiques de calibre 30 mm, de mortiers de 81 mm, et d'artillerie de 105 et 155 mm. À cette date, elle emploie 340 personnes et doit augmenter ces effectifs à 440 pour une production passant de 16 000 a 128 000 obus par mois[85].

### Filiale américaine
BAE Systems Inc. est la filiale américaine, dont le siège est à Arlington (Virginie). la filiale américaine réalise 36 % du chiffre d'affaires global de la société et emploie environ 32 300 personnes.

### France
BAE Systems et Nexter se sont rapprochées au début des années 1990 pour développer une arme capable de tirer un nouveau type de projectile, la munition télescopée. Une société commune est créée dans ce but le 18 octobre 1994, Cased Telescoped Armament International. Son siège social est situé à Versailles et ses installations à Bourges comprennent une soixantaine d'employés.
Le 40 CTAS est un canon automatique conçu à partir de 1994 pour utiliser des munitions télescopées d'un calibre de 40 mm.

### Arabie saoudite
BAE Systems a vendu à l'Arabie saoudite, engagée dans une guerre au Yémen, du matériel militaire à hauteur de 17,6 milliards de livres entre 2015 et 2020.

### Reste du monde
- BAE Systems Australia est le premier acteur de la défense en Australie, ayant doublé sa taille avec l'acquisition de Tenix Defence[91].
- L'accord de Al Yamamah entre le Royaume-Uni et l'Arabie Saoudite prévoit « la fourniture d'un package de défense complet pour le royaume saoudien » ; BAE emploie 4 600 personnes sur place[92].
- BAE Systems Land Systems South Africa (en), détenu à 75 % par BAE, est le plus important fabricant de véhicules militaires d'Afrique du Sud, et participe au programme américain MRAP.
- BAE est implanté en Suède depuis l'acquisition par Alvis Vickers (en) et d'UDI de Hägglunds et Bofors; Ces sociétés ont été intégrées dans la filiale suédoise BAE Systems AB et emploient 1 750 personnes.
- Par ailleurs, BAE Systems détient 49 % de Air Astana, compagnie du Kazakhstan.